# Obscuriphora
Obscuriphora is een geslacht van insecten uit de familie van de Bochelvliegen (Phoridae), die tot de orde tweevleugeligen (Diptera) behoort.

## Soort
- O. sheppardi Disney, 1986